# Vincas Mickevičius-Kapsukas
Vincas Mickevičius-Kapsukas est un révolutionnaire professionnel marxiste-léniniste, qui se bat pour la dictature du prolétariat. Né en 1880 en Lituanie, il commence à se positionner politiquement dès ses 17 ans. Contre le tsarisme actif en Russie en 1905-1907 et dirigeant des travailleurs lituaniens en 1918-1919, il participe à la révolution et à la Grande Révolution socialiste d'Octobre. Vincas Kapsukas est jusqu'à la fin de sa vie l'un des organisateurs et des dirigeants les plus éminents du Parti communiste lituanien,.

## Biographie
Vincas Mickevičius nait le 7 avril 1880 dans une famille de fermiers aisés dans la région de Vilkaviškis.
Il effectue ses études au lycée de Marijampolė.
Il entre au séminaire de Seinai (aujourd’hui Sejny en Pologne) en 1897. Mais il s’en fait expulser au bout d’un an pour son activisme contre le régime tsariste.
Il prend le nom de Kapsukas comme pseudonyme lorsqu'il commence à participer à la rédaction, à l’édition et à la dissémination des hebdomadaires Varpas et Ūkininkas, imprimés en Prusse-Orientale. Ce sont des journaux qui sont partie prenante dans l’éveil national (Lietuvių tautinis atgimimas).
Il devient socialiste et s'oppose à l'indépendance de la Lituanie :
- 1904 - Il crée le Parti Social Démocrate des Travailleurs, qui devient rapidement le Parti Social Démocrate de Lituanie. Mais il ne réussit pas à le faire rejoindre le mouvement Bolchevique de Russie.

- Révolution de 1905 - Il organise des grèves en Sulvakija.

- A partie de 1907 - Il est emprisonné et exilé à plusieurs reprises.

- 1913 - Il fuit l’Empire Russe et a l’opportunité de rencontrer Lénine.

- Du 16 décembre 1918 au 27 février 1919 - Kapsukas est envoyé en Lituanie pour installer et diriger une éphémère République Socialiste Soviétique de Lituanie : Lietuvos Tarybų Socialistinė Respublika.
- 27 janvier 1919 - Union de la République Socialiste Soviétique de Lituanie à la République Socialiste Soviétique de Biélorussie pour former la République Socialiste Soviétique Lituano-Biélorusse ou LITBEL, à laquelle Kapsukas est assigné en tant que dirigeant[réf. nécessaire].
- 17 Juillet 1919 - Liquidation de la LITBEL par Lénine.

Après cet échec, Vincas Mickevičius-Kapsukas part pour Moscou, d’où il continue à diriger les communistes lituaniens. Il y travaille pour le Comintern, ou Troisième Internationale.
Il meurt mystérieusement à Moscou le 17 février 1935, alors qu'il rend visite à Staline,.

## Héritage

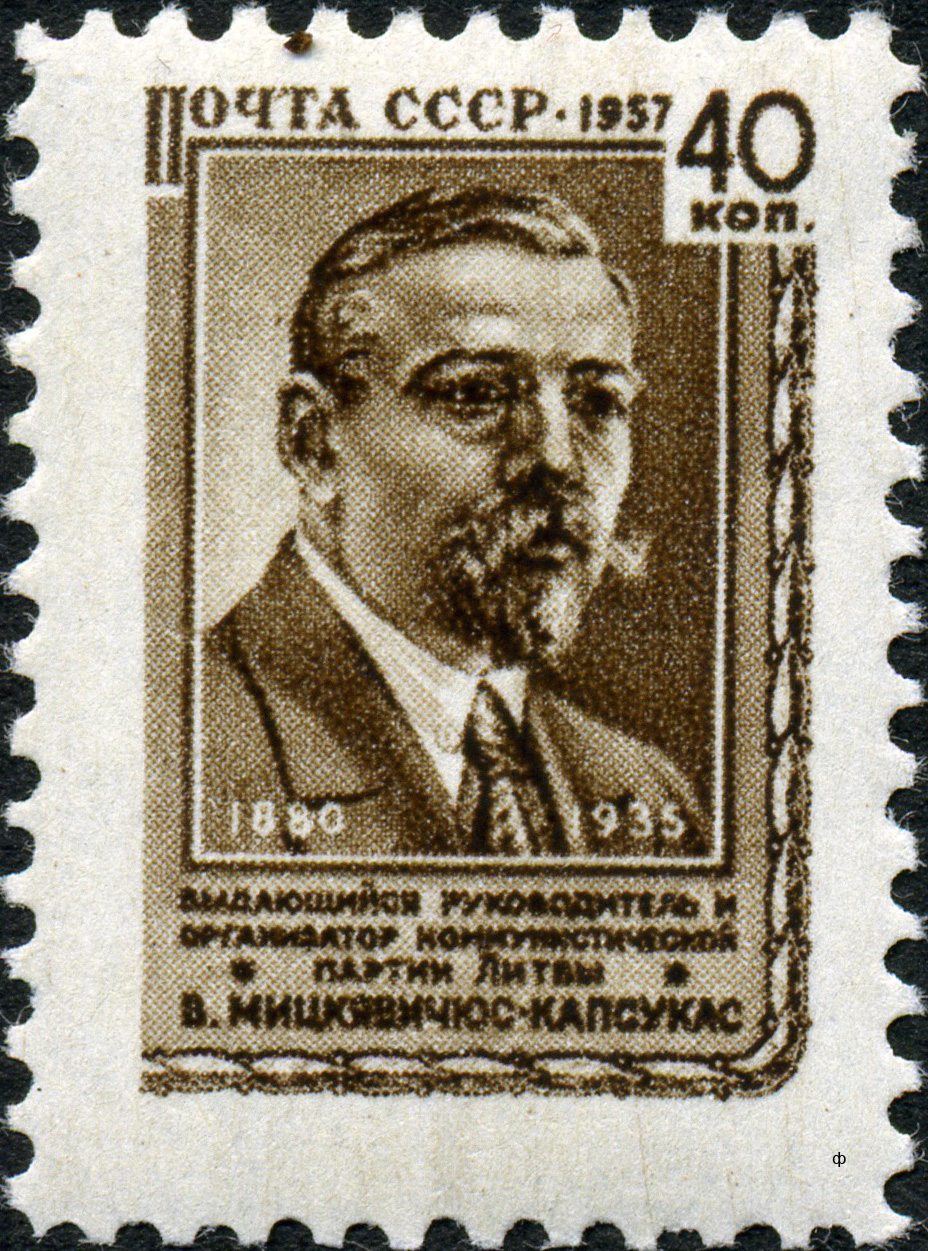

- Sa famille a été persécutée après sa mort.
- La ville de Marijampolė, au sud de la Lituanie s'est appelée Kapsukas entre 1955 et 1990 (pendant l’occupation soviétique), tout comme l'université de Vilnius depuis 1955.
- À partir de juin 1940 - Naissance d'un culte de la personnalité de Kapsukas (développé par l'un de ses disciples, Antanas Sniečkus, Premier Secrétaire du Parti communiste lituanien, initiateur des premières déportations massives de Juin 1941) : Statue de Kapsukas devant l’hôtel de ville de Vilnius et une deuxième (à côté de Lénine) à Antakalnis.
- Carte postale et timbre à l’effigie de Kapsukas[1],[2].